# Villa Ackermann

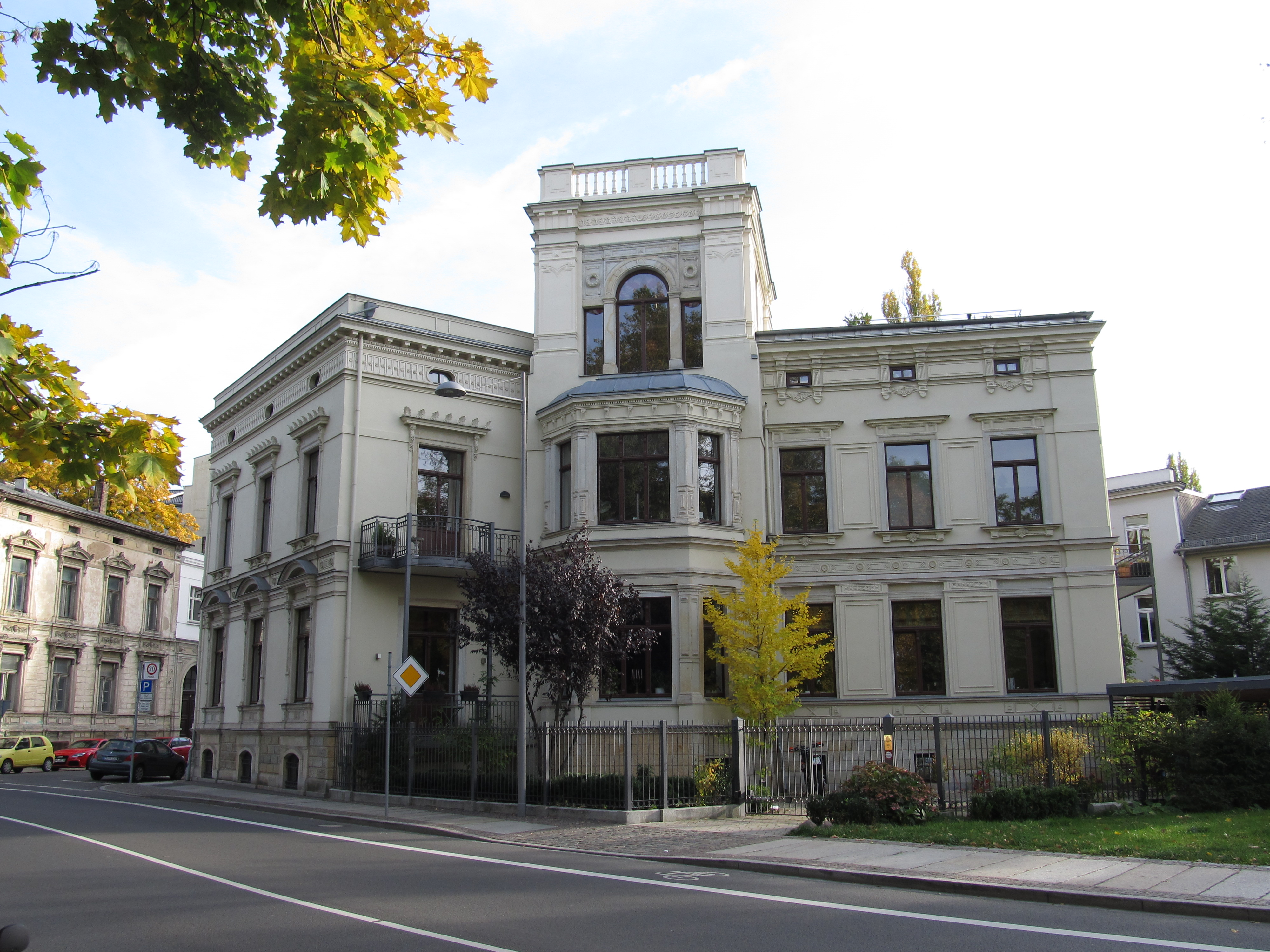
Villa Ackermann von der Emil-Fuchs-Straße aus gesehen. Die im Hintergrund noch unsaniert zu sehende Villa ist die 8 Jahre nach seiner eigenen erbaute Villa seines Schwiegersohnes Alfred Roßbach. (2012)

Die Villa Ackermann ist eine großbürgerliche Villa des Historismus in Leipzig, Lortzingstraße 19. Sie steht am Rande des Waldstraßenviertels und grenzt an die Parkanlage Rosental im Nordwesten des Leipziger Stadtzentrums. Benannt ist sie nach ihrem Bauherrn, dem Leipziger Unternehmer und Stadtverordneten Albin Ackermann-Teubner, Schwiegersohn des Begründers und ab 1853 einer der Geschäftsführer des traditionsreichen B. G. Teubner Verlages.  Das Gebäude steht unter Denkmalschutz.

## Geschichte

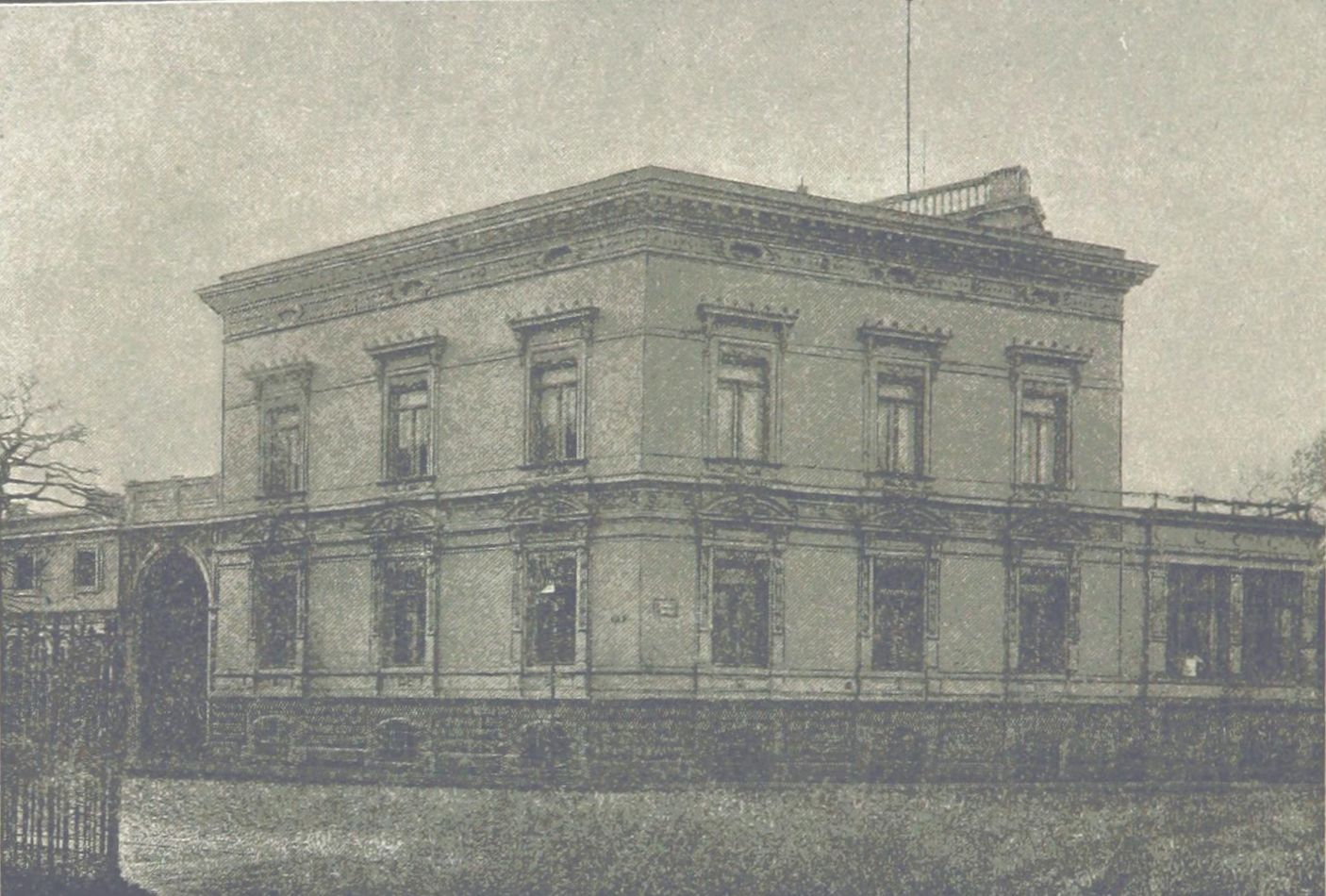
Villa Ackermann Zeitgenössische Abbildung der Front in der Lortzingstraße aus „Leipzig und seine Bauten“ (1892)

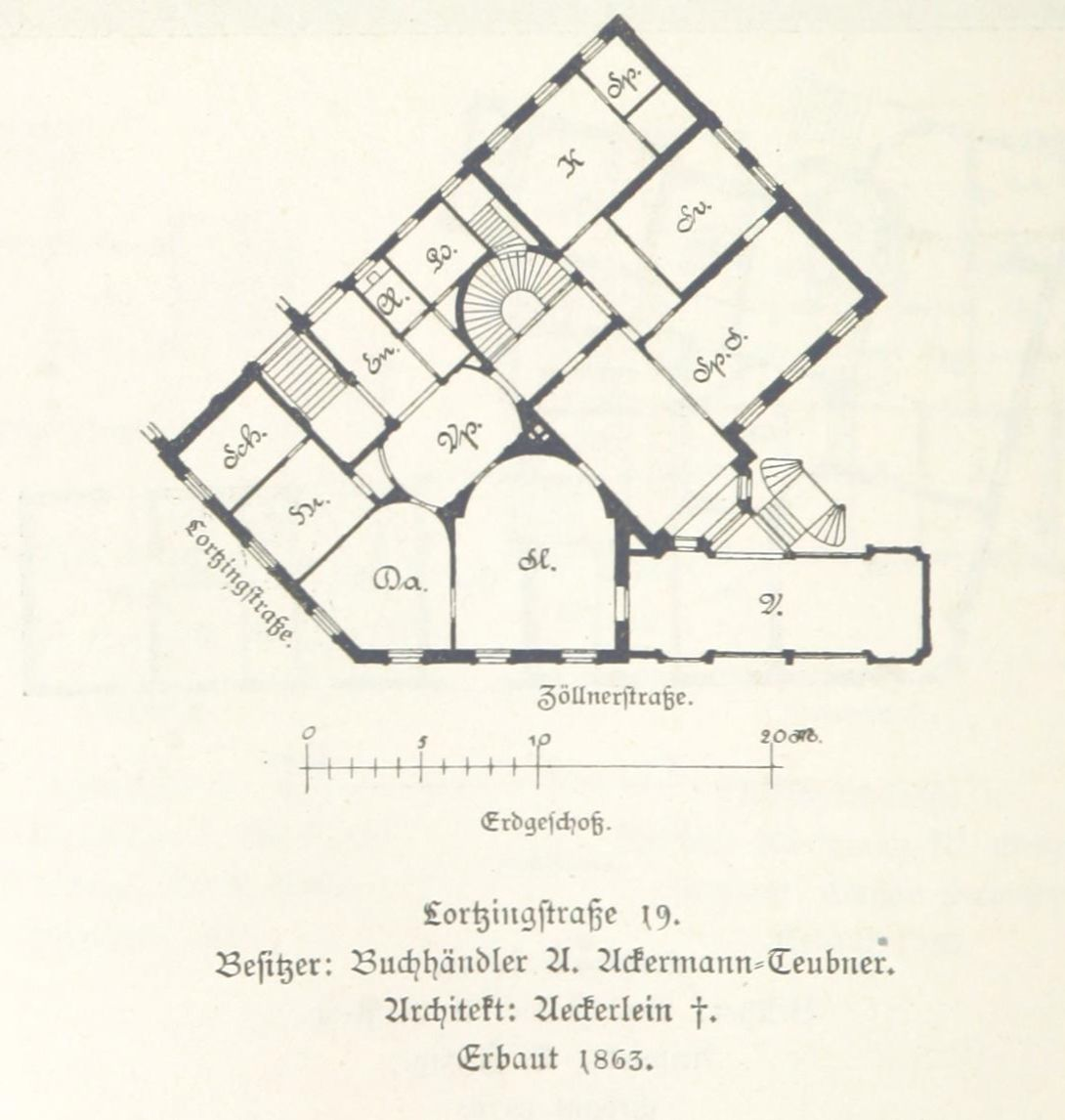
Villa Ackermann Grundriss aus „Leipzig und seine Bauten“ (1892)

Der Verleger und Buchhändler Ackermann-Teubner erwarb das Grundstück direkt am Rosental Ecke Lortzing- und Zöllnerstraße (heute: Emil-Fuchs-Straße) und ließ dort in den Jahren 1862 bis 1863 nach den Plänen des Architekten Carl Gustav Aeckerlein für sich und seine Familie die heutige Villa im spätklassizistischen Stil errichten.
8 Jahre, nachdem sich Ackermann-Teubner seine Villa hatte erbauen lassen, ließ sich 1870 ein weiterer Schwiegersohn des Verlagsgründers Benedictus Gotthelf Teubner, Adolf Roßbach, der in den 1850er Jahren Mitinhaber des B. G. Teubner-Verlages wurde und der mit seiner Tochter Julia verheiratet war, auf der gegenüber liegenden Einmündung der Lortzingstraße in die Emil-Fuchs-Straße (Hausnummer Lortzingstraße 16) seine eigene Villa, die Villa Adolf Roßbach, bauen.
Das in den Jahren zwischen 1871 und 1910 ununterbrochen in Familienbesitz befindliche Villa Ackermann trug dem Repräsentationsbedürfnis der damals als Inhaber eines der führenden Verlage der Stadt im Fokus des Leipziger gesellschaftlichen Lebens stehenden Familie Ackermann Rechnung.
Eine besondere Ehre war es für das Haus, als die sächsischen Prinzen Friedrich August, Johann Georg und Max bei ihrem Studienaufenthalt in Leipzig dort ein und aus gingen.
An der Schauseite der Villa, die sich Albin Ackermann-Teubner gebaut, sein Sohn Alfred Ackermann-Teubner später verkauft hatte, waren die Buchstaben A.A. angebracht. Nach dem Verkauf wurde das Monogramm entfernt. Es schmückt seitdem das schmiedeeiserne Tor von Schloss und Gut Gundorf bei Leipzig.
Die Villa wurde von der UKB Denkmal AG im Jahr 2005 umfassend saniert und wird heute als Mehrfamilien-Wohnhaus genutzt.